# Hans Otto Theater

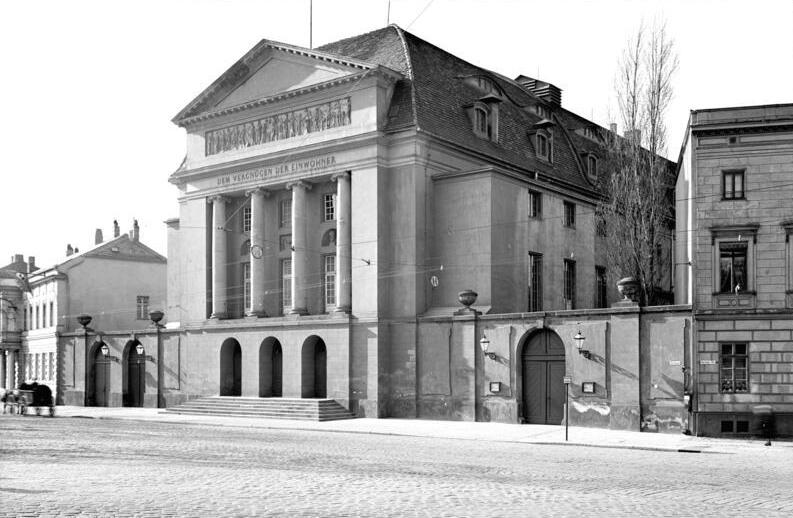
Teatr w latach 30.

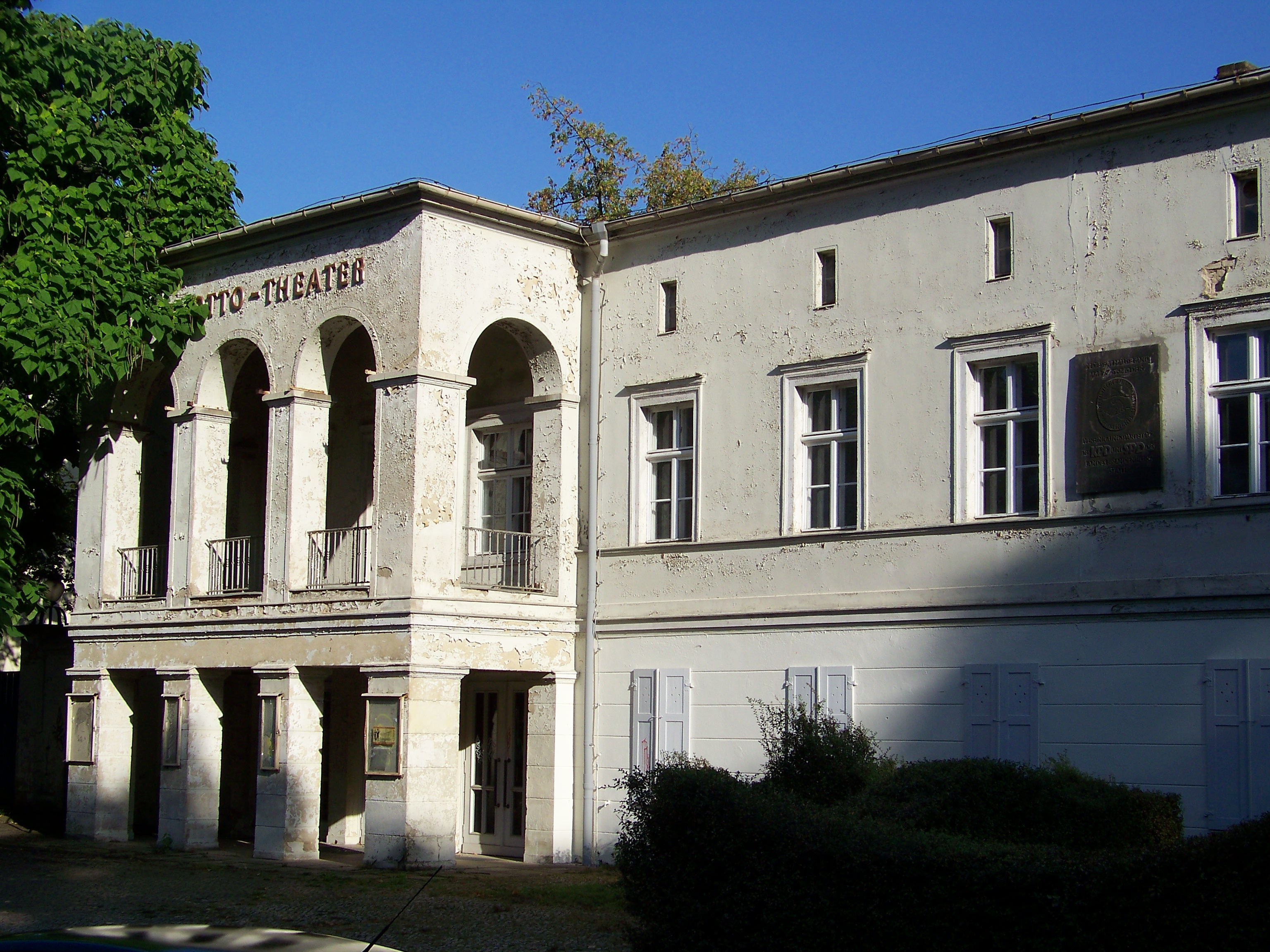
Budynek przy Zimmerstraße

Hans Otto Theater – teatr miejski w Poczdamie, stolicy Brandenburgii, z siedzibą przy Schiffbauergasse 11. Budynek teatru z lat 2003-2006 zaprojektował architekt Gottfried Böhm. Liczy 25 aktorów.

## Historia

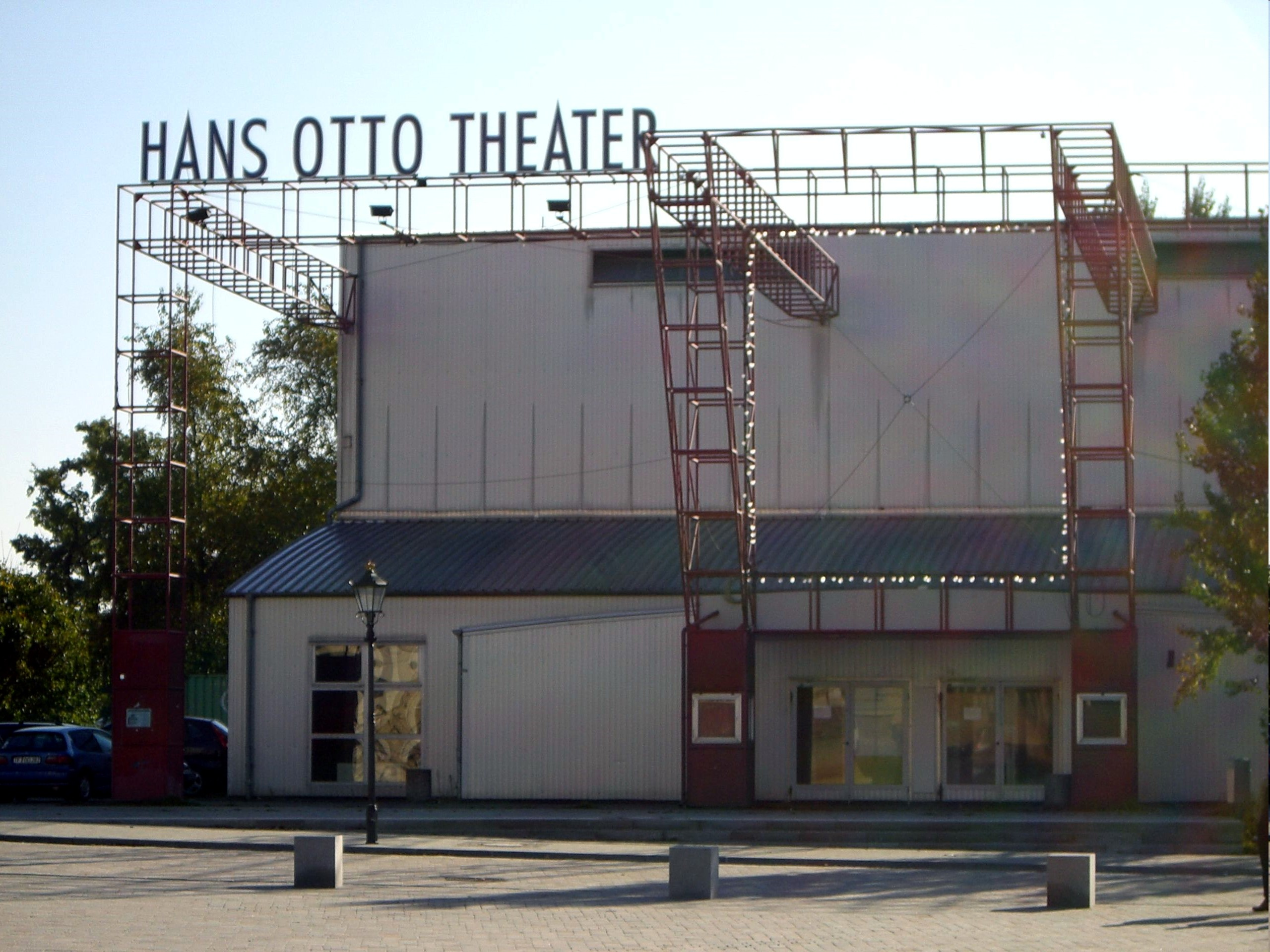
Blechbüchse, tymczasowa siedziba teatru

W 1795, za panowania Fryderyk Wilhelma II, nad kanałem otwarto Teatr Królewski (Königliche Schauspielhaus), zwany popularnie Kanaloper. Posiadał 700 miejsc dla gości. Początkowo funkcjonował jako filia teatru w Berlinie, w roku 1846 przeszedł w ręce prywatne. W 1918 roku gmach przejęło państwo, a rok później przekazano go reżyserowi i aktorowi Kurtowi Pehlemannowi, który w 1924 został dyrektorem Potsdamer Schauspielhaus GmbH. W 1929 budynek otwarto po remoncie, podczas którego liczbę miejsc zmniejszono do 650. Po 1933 do klasycznego repertuaru teatru dołączono lekkie przedstawienia oraz nazistowskie dramaty propagandowe.
Budynek teatru spłonął 25 kwietnia 1945 w wyniku ostrzału artyleryjskiego. Rok później powołano Brandenburski Teatr Krajowy (niem. Brandenburgische Landestheater), który początkowo miał siedzibę na terenie pałacu Sanssouci. 16 października 1949 prowizoryczną scenę otwarto w zaaranżowanym budynku restauracji przy Zimmerstrasse. W 1952 instytucji nadano imię Hansa Otta, aktora i działacza komunistycznego zamordowanego przez nazistów w 1933 roku. Ruiny starego teatru wysadzono w roku 1966, obecnie na jego miejscu wznosi się wieżowiec mieszkalny. W 1968 rozpoczęto starania o budowę nowego budynku w centrum miasta. Kamień węgielny wmurowano dopiero w 1989, jeszcze przed upadkiem Muru Berlińskiego, planowano ukończyć go na obchody tysiąclecia istnienia miasta w 1993, lecz w 1991 rada miejska nakazała rozbiórkę budynku, będącego już w stanie surowym. W tamtym czasie zamknięto salę przy Zimmerstrasse z powodu jej stanu technicznego, a instytucja mieściła się tymczasowo w budynkach przy Schiffbauergasse i Heinrich-Mann-Allee oraz w prowizorycznym budynku przy placu Alter Markt, zwanym Blechbüchse.
W 1999 podjęto decyzję o budowie nowej siedziby teatru przy Schiffbauergasse, projekt powierzono Gottfriedowi Böhmowi. Budowę rozpoczęto w 2003 roku, rok później 2004 zawieszono wiechę. W 2006 roku rozebrano Blechbüchse i przeniesiono się do nowo ukończonego gmachu. Budynek przy Zimmerstrasse stał się częścią powstałego w latach 2013-2017 kompleksu Centrum Nauki i Restauracji (niem. Wissenschafts- und Restaurierungszentrum).

## Dyrektorzy artystyczni
- Fritz Kirchhoff (1946-1997)
- Rochus Gliese (1947-1948)
- Alfred Dreifuß (1948-1950)
- Ilse Rodenberg (1951-1957)
- Gerhard Meyer (1957-1968)
- Peter Kupke (1968-1971)
- Gero Hammer (1971-1991)
- Guido Huonder (1991-1993)
- Stephan Märki (1993-1997)
- Ralf-Günter Krolkiewicz (1997-2004)
- Uwe Eric Laufenberg (2004-2009)
- Tobias Wellemeyer (2009-2018)
- Bettina Jahnke (od 2018)[1]